# Гювекенд
Гювеке́нд (азерб. Güvəkənd) — село в Агдашском районе Азербайджана.

## Этимология
Название происходит от слов «гюве» (моль) и «кенд» (село).

## История
Первые упоминания села датированы концом XIX века.
Село Гувакенд в 1913 году согласно административно-территориальному делению Елизаветпольской губернии относилось к Лякскому сельскому обществу Арешского уезда.
В 1926 году согласно административно-территориальному делению Азербайджанской ССР село относилось к дайре Ляки Геокчайского уезда.
После реформы административного деления и упразднения уездов в 1929 году был образован Гювекендский сельсовет в Агдашском районе Азербайджанской ССР.
Согласно административному делению 1961 и 1977 года село Гювекенд входило в Гювекендский сельсовет Агдашского района Азербайджанской ССР.
В 1999 году в Азербайджане была проведена административная реформа и был учрежден Гювекендский муниципалитет Агдашского района.

## География
Неподалёку от села протекает река Турианчай.
Село находится в 15 км от райцентра Агдаш и в 254 км от Баку. Ближайшая ж/д станция — Ляки.
Высота села над уровнем моря — 16 м.

## Население
| Численность населения | Численность населения | Численность населения |
| 1886                  | 1979                  | 1999                  |
| --------------------- | --------------------- | --------------------- |
| 400                   | ↗920                  | ↗1450                 |

Население преимущественно занимается выращиванием айвы и риса.

## Климат
| Показатель                                             | Янв. | Фев. | Март | Апр. | Май  | Июнь | Июль | Авг. | Сен. | Окт. | Нояб. | Дек. | Год  |
| ------------------------------------------------------ | ---- | ---- | ---- | ---- | ---- | ---- | ---- | ---- | ---- | ---- | ----- | ---- | ---- |
| Средний суточный максимум, °C                          | 7,0  | 8,4  | 12,5 | 20,6 | 25,6 | 30   | 33,6 | 32,3 | 28,1 | 21,3 | 14,3  | 9,1  | 20,2 |
| Средняя температура, °C                                | 3,0  | 4,3  | 8    | 14,8 | 19,7 | 24,1 | 27,3 | 26,1 | 22,3 | 16,2 | 10,1  | 5,1  | 15,1 |
| Средний суточный минимум, °C                           | −1   | 0,2  | 3,6  | 9    | 13,8 | 18,2 | 21,1 | 20   | 16,5 | 11,1 | 6,0   | 1,2  | 10   |
| Норма осадков, мм                                      | 22   | 27   | 31   | 40   | 54   | 42   | 22   | 23   | 25   | 52   | 31    | 26   | 396  |
| Источник: http://en.climate-data.org/location/992259/6 |      |      |      |      |      |      |      |      |      |      |       |      |      |

Среднегодовая температура воздуха в селе составляет +15,1 °C. В селе семиаридный климат.

## Инфраструктура
В селе расположены почтовое отделение и школа имени Ю. Исаева.